# Commana
Commana è un comune francese di 1 128 abitanti situato nel dipartimento del Finistère nella regione della Bretagna.

## Storia

### Simboli
Lo stemma è stato approvato con delibera comunale del 20 aprile 1977 e depositato in Prefettura il 18 maggio dello stesso anno.
La composizione dello stemma evoca la battaglia combattuta nel 1169 a Commana, in cui Conan IV di Bretagna sconfisse Guyomarch , visconte di Leon. Le moscature di armellino rappresentano l'emblema del Ducato di Bretagna che fronteggia e sovrasta il leone nero simbolo del Pays de Léon qui rappresentato nato morto, cioè privo di denti, lingua e unghie. Le nove fasce, cinque rosse alternate a quattro d'oro, ricordano le nove località che formavano la parrocchia: la Garenne, Kerangouly, Kergoat, Kermabil, Linguinou, le Mougau, Perroz, Quillidiec e Restancaroff. L'oro delle bande riprende lo sfondo dello stemma di Leon, le strisce rosso sangue testimoniano quanto sia stata cruenta questa battaglia.

## Monumenti e luoghi d'interesse
- Complesso parrocchiale di Commana

## Società

### Evoluzione demografica
Abitanti censiti